# Elezioni governatoriali negli Stati Uniti d'America del 2009
Le elezioni governatoriali negli Stati Uniti d'America del 2009 si tennero il 3 novembre per eleggere i governatori di 2 stati su 50, New Jersey e Virginia, ed il 7 novembre per eleggere il governatore delle Isole Marianne Settentrionali. Prima delle elezioni entrambi gli stati erano governati da democratici; il governatore in carica Jon Corzine del New Jersey non venne rieletto, ed in Virginia il governatore in carica Tim Kaine non poté ricandidarsi per via del limite ai mandati consecutivi.

## Stati
| Stato      | Governatore uscente | Governatore uscente  | Democratici           | Repubblicani           | Altri                    | Governatore eletto | Governatore eletto |
| ---------- | ------------------- | -------------------- | --------------------- | ---------------------- | ------------------------ | ------------------ | ------------------ |
| New Jersey |                     | Jon Corzine (D)      | Jon Corzine — 44,9%   | Chris Christie — 48,5% | Chris Daggett (I) — 5,8% |                    | Chris Christie (R) |
| Virginia   | Tim Kaine (D)       | Creigh Deeds — 41,3% | Bob McDonnell — 58,6% |                        | Bob McDonnell (R)        |                    |                    |

## Territori
| Territorio                    | Governatore uscente | Governatore uscente       | Democratici | Repubblicani               | Altri                             | Governatore eletto | Governatore eletto        |
| ----------------------------- | ------------------- | ------------------------- | ----------- | -------------------------- | --------------------------------- | ------------------ | ------------------------- |
| Isole Marianne Settentrionali |                     | Benigno Fitial (Covenant) | —           | Heinz Hofschneider — 48,6% | Benigno Fitial (Covenant) — 51,4% |                    | Benigno Fitial (Covenant) |

## Risultati grafici per contea

New Jersey
Virginia
Isole Marianne Settentrionali